# Okladi
Okladi este un sat din comuna Bijelo Polje, Muntenegru. Conform datelor de la recensământul din 2003, localitatea are 49 de locuitori (la recensământul din 1991 erau 59 de locuitori).

## Demografie
În satul Okladi locuiesc 35 de persoane adulte, iar vârsta medie a populației este de 39,7 de ani (38,4 la bărbați și 41,6 la femei). În localitate sunt 17 gospodării, iar numărul mediu de membri în gospodărie este de 2,88.
Populația localității este foarte eterogenă.
|  |

| Demografie | Demografie | Demografie |
| An         | Locuitori  | Locuitori  |
| ---------- | ---------- | ---------- |
|            |            |            |
|            |            |            |
|            |            |            |
|            |            |            |
| 1948       | 187        |            |
| 1953       | 153        |            |
| 1961       | 142        |            |
| 1971       | 134        |            |
| 1981       | 148        |            |
| 1991       | 59         | 59         |
| 2003       | 49         | 49         |

| \| Componența etnică conform recensământului din 2003[2] \| Componența etnică conform recensământului din 2003[2] \| Componența etnică conform recensământului din 2003[2] \| Componența etnică conform recensământului din 2003[2] \| Componența etnică conform recensământului din 2003[2] \| \| ----------------------------------------------------- \| ----------------------------------------------------- \| ----------------------------------------------------- \| ----------------------------------------------------- \| ----------------------------------------------------- \| \| \| \| \| \| \| \| Muntenegreni \| Muntenegreni \| \| 25 \| 51,02% \| \| Sârbi \| Sârbi \| \| 23 \| 46,93% \| \| necunoscută \| necunoscută \| \| 1 \| 2,04% \| |              |  |    |        |
| Componența etnică conform recensământului din 2003 |              |  |    |        |
| |              |  |    |        |
| Muntenegreni | Muntenegreni |  | 25 | 51,02% |
| Sârbi | Sârbi        |  | 23 | 46,93% |
| necunoscută | necunoscută  |  | 1  | 2,04%  |